# Carmarthen
Carmarthen (velšsky Caerfyrddin) je město v hrabství Carmarthenshire ve Walesu ve Spojeném království.
V roce 2001 zde žilo 14 648 obyvatel.

## Osobnosti
- David Nott (* 1956) – chirurg žijící v Londýně, který pracoval jako lékař v mnoha válečných konfliktech